# Eugène Rabe
Pour les articles homonymes, voir Rabe.
Eugene Karl Rabe, né le 8 mai 1911 à Berlin et mort en 1974, est un astronome germano-américain. 
Il est né à Berlin en Allemagne, fils de Herman et Luise.
De 1937 à 1948, il est membre du personnel de l'Institut de calcul astronomique à la section de Heidelberg, en Allemagne. À la fin de la Seconde Guerre mondiale, il déménage aux États-Unis. Il devient alors professeur d'astronomie à l'université de Cincinnati, pendant qu'il travaille à l'observatoire de Cincinnati. Son travail est consacré aux mouvements orbitaux des astéroïdes Troyens et particulièrement Éros. En 1951, il utilise les valeurs de vingt ans d'observations d'Eros pour déterminer les perturbations gravitationnelles des planètes. De ces observations il déduit les masses très précises de Mercure, Vénus, Mars et la Lune,.
La planète mineure (1624) Rabe est nommé en son honneur.